# شهرستان چیتا، آیچی

بخش چیتا

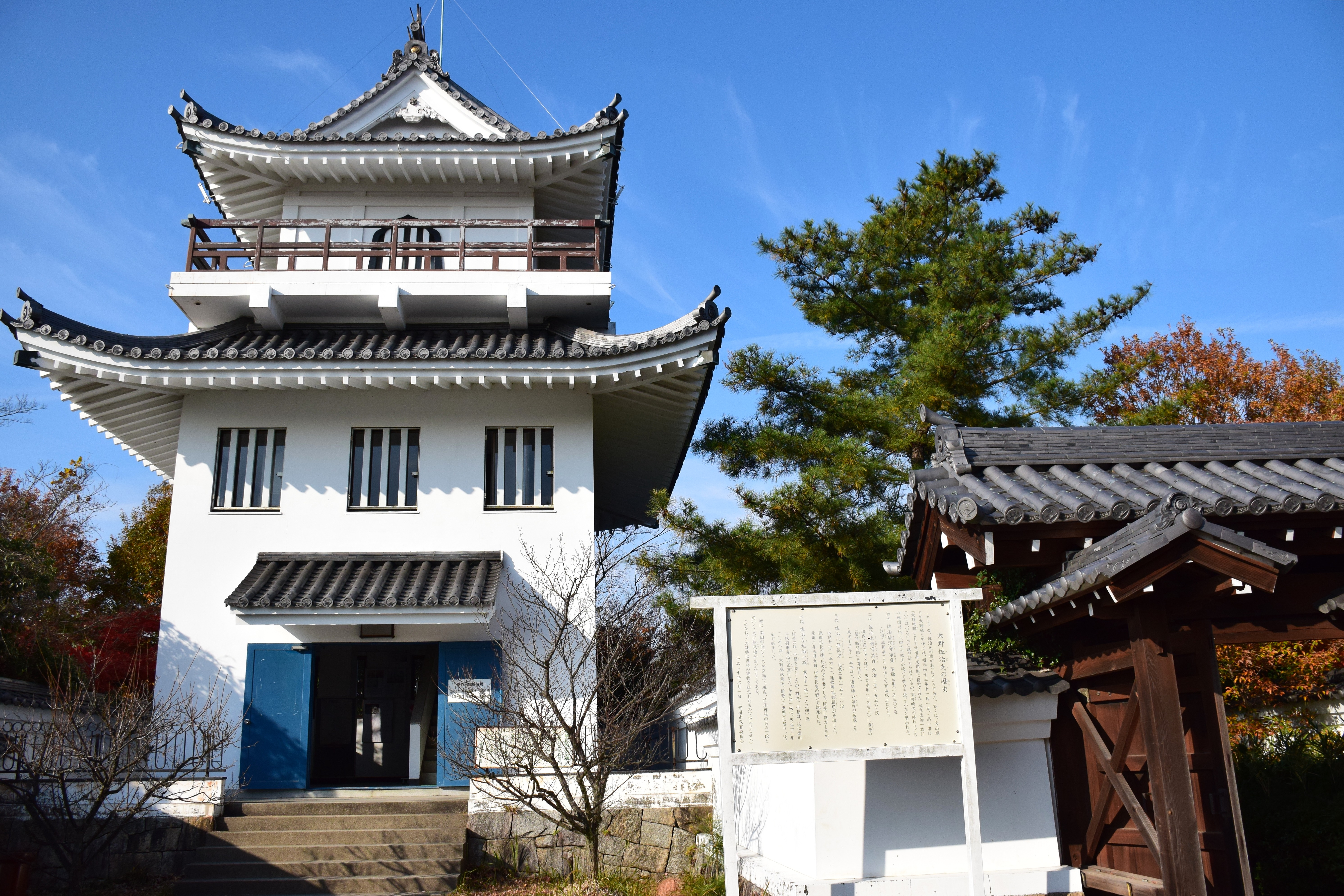
قلعه‌ای در منطقه چیتا

بخش چیتا، آیچی (به ژاپنی: 知多郡 Chita-gun) بخشی واقع در جنوب غربی استان آیچی، ژاپن، در شبه جزیره چیتا است.
از نوامبر ۲۰۱۱، جمعیت این منطقه حدود ۱۶۳٬۵۱۰ و تراکم جمعیت از ۹۸۸ نفر در هر کیلومتر مربع بود. مساحت کل آن ۱۶۵٫۴۷ کیلومتر مربع است.